# Tetramesa aneurolepidii
Tetramesa aneurolepidii är en stekelart som beskrevs av Zerova 1965. Tetramesa aneurolepidii ingår i släktet Tetramesa och familjen kragglanssteklar.
Artens utbredningsområde är:
- Bulgarien.
- Kazakstan.
- Ukraina.

Inga underarter finns listade i Catalogue of Life.